# Алексий Ласкарис
Алексий Ласкарис (на средногръцки: Άλέξιος Λάσκαρης) е византийски аристократ - брат на никейския император Теодор I Ласкарис. Заедно с брат си Исак Ласкарис бяга в Латинската империя и през 1224 година неуспешно се опитва да свали от власт наследника на Теодор I, Йоан III Дука Ватац.

## Живот
Алексий е един от най-малко шестимата братя на Теодор I Ласкарис и е удостоен от последния с титлата севастократор, която обичайно се дава на братята на императора.  Когато Теодор I умира през ноември 1221 г., той няма мъжки наследници и е наследен от зет си Йоан III Дука Ватаци, който бил съпруг на най-голямата му дъщеря. Това не се харесва на братята на Теодор I и Алексий бяга в Латинската империя заедно с брат си Исак, също севастократор, отвеждайки със себе си и дъщерята на Теодор I Евдокия. Малко преди смъртта си Теодор I се опитава да уреди брак между Евдокия и латинския император Робер дьо Куртене, братята очевидно са се надявали да използват племенницата си, за да си осигурят латинска помощ срещу Ватаци. В крайна сметка бракът не се осъществява. Двама други братя, Михаил и Мануил, също бягат от Никея по време на управлението на Йоан III, което вероятно има връзка с дезертьорството на Алексий и Исак, но по-късно се завръщат в Никея и са активни по време на управлението на сина на Йоан III, Теодор II Ласкарис.
Робер обаче осигурява убежище и подходящо място в своя двор на двамата братя Ласкариди, с които е свързан чрез брака на сестра си Мария с Теодор I Ласкарис. Освен това един от двамата братя вече е имал значителни контакти с латинския двор, след като е прекарал известно време в Константинопол като затворник около 1220–21.  Този акт влошава отношенията между Никея и латините и през 1224 г. двамата братя Алексий и Исак се оказват начело на латинската армия, изпратена срещу Ватаций. В последвалата битка при Пойманенон през 1224 г. обаче Ватаци постига решителен успех: в тежка битка латинската армия е победена, братята Ласкариди са пленени и Ватаци отнема повечето от крепостите, които латинците държали в северозападна Мала Азия. След разгрома при Пойманенон Алексий и Исаак са ослепени.